# Bambusmygsångare
Bambusmygsångare (Locustella alfredi) är en afrikansk tätting i familjen gräsfåglar. Fågeln är nära släkt med de europeiska arterna flodsångare och vassångare. Den förekommer sällsynt och lokalt i Centralafrika, men beståndet anses vara livskraftigt.

## Kännetecken

### Utseende
Bambusmygsångaren är en mörkbrun och gråaktig gräsfågel med blekspetsade undre stjärttäckare. Stjärten är relativt kort med tolv breda och runda stjärtfjädrar. Den liknar flera andra afrikanska gräsfåglar i släktet Bradypterus, allra mest skogsgräsfågel av underarten mariae, men är något blekare på bukens mitt samt i mindre utsträckning streckad på bröstet.

### Läte
Sången skiljer sig från andra afrikanska gräsfåglar, en monoton serie hårda och omusikaliska "tchi-ka tchi-ka tchi-ka" som upprepas up till 60 gånger. Lätet är ett kort "whitt".

## Utbredning och systematik
Bambusmygsångaren delas in i två underarter med följande utbredning:
- alfredi: förekommer från västra Etiopien till västra Uganda och västra Kongo-Kinshasa.
- kungwensis: förekommer i västra Tanzania och nordvästra Zambia.

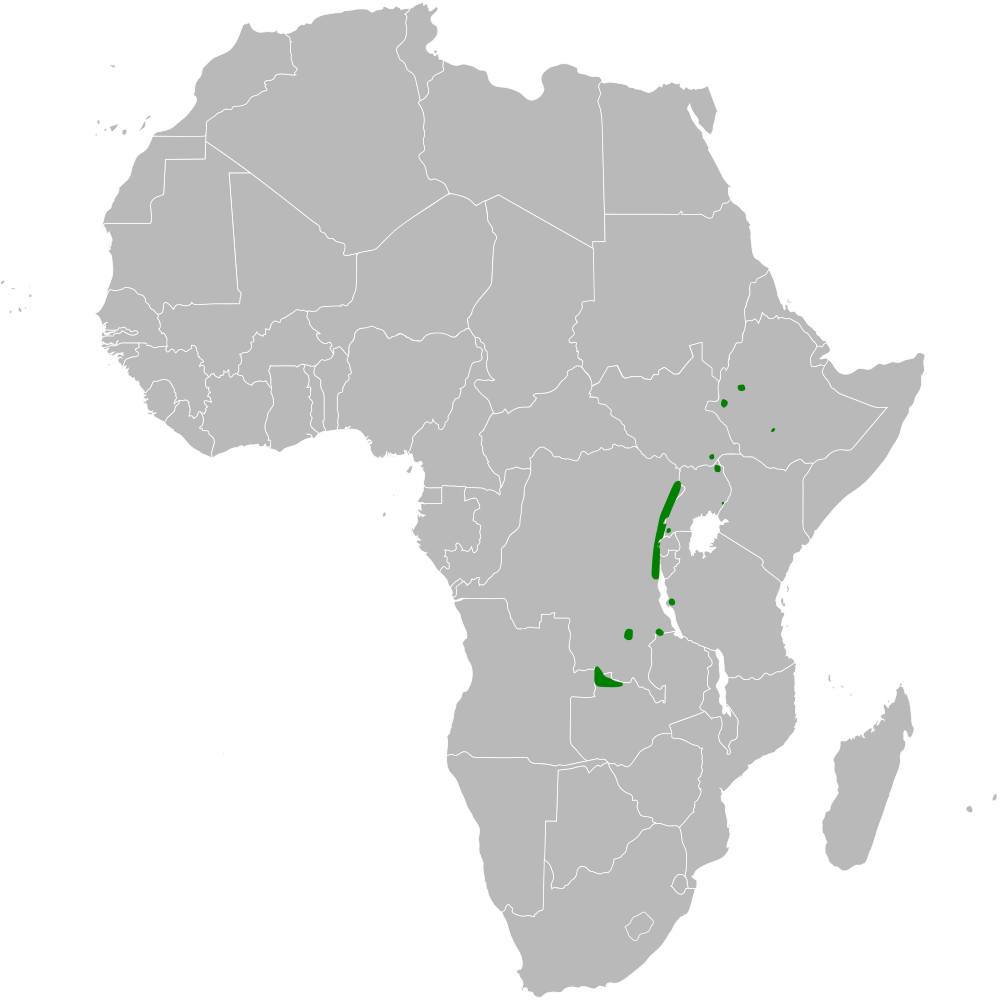
Bambusmygsångarens utbredningsområde.

### Släktestillhörighet
Traditionellt placeras arten i släktet Bradypterus tillsammans med andra likartade afrikanska arter. Genetiska studier från 2018 visar att denna art förvånande nog i själva verket är inbäddat i Locustella, som systerart till de europeiska arterna vassångare och flodsångare, och rekommenderades att flyttas dit.

### Familjetillhörighet
Gräsfåglarna behandlades tidigare som en del av den stora familjen sångare (Sylviidae). Genetiska studier har dock visat att sångarna inte är varandras närmaste släktingar. Istället är de en del av en klad som även omfattar timalior, lärkor, bulbyler, stjärtmesar och svalor. Idag delas därför Sylviidae upp i ett flertal familjer, däribland Locustellidae.

## Ekologi
Bambusmygsångaren förekommer som namnet avslöjar i områden med bambu men också i miljöer med högt gräs och tät växtlighet både inom, utanför och intill skogsområden. I Demokratiska republiken Kongo och Etiopien påträffas den i flodnära våtmarkslandskap, savann med växter av släktena Combretum och Terminalia, i jordbruksmarker och i blandad lövfällande skog, till och med nära byar. I Sudan hittas den i gräsrik ungskog och i Zambia i fuktig städsegrön skog. Häckningsekologin är okänd. Den lever av insekter och håller sig nära marken, huvudsakligen under 1,5 meters höjd.

## Status
Arten beskrivs som sällsynt och lokalt förekommande, och den tros minska i antal till följd av habitatförstörelse. Trots detta anses den inte hotad och kategoriserar internationella naturvårdsunionen IUCN kategoriserar den därför som livskraftig. Världspopulationen har inte uppskattats men den beskrivs som sällsynt och lokalt förekommande i hela utbredningsområdet.

## Namn
Fågelns vetenskapliga artnamn hedrar den brittiska ornitologen Alfred Newton (1829-1907).